# ミハイル・ヘラースコフ

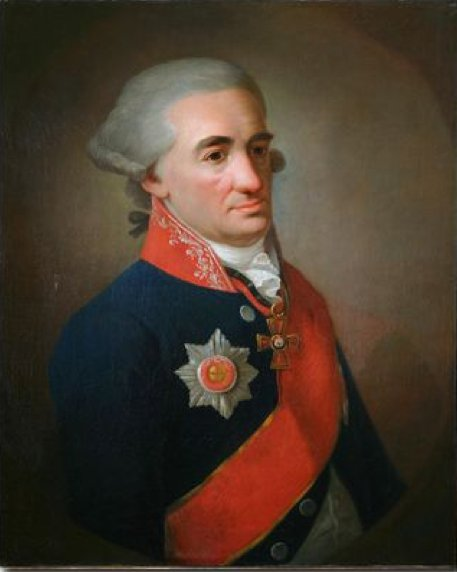
ミハイル・ヘラースコフ

ミハイル・マトヴェーヴィッチ・ヘラースコフ（ロシア語:Михаи́л Матве́евич Хера́сков、ラテン文字表記例:Mikhail Matveyevich Kheraskov、1733年11月5日（旧暦では10月25日） - 1807年10月9日（旧暦では9月27日））は、ロシア帝国（現:ウクライナ、キエフ州ペレヤスラウ＝フメリニツキー）出身の詩人、小説家。日本語では「ヘラスコフ」とも表記する。
1771年から1779年にかけて著されたイヴァン雷帝のカザン包囲戦を扱った代表作『ロシアーダ』は、12章9000行からなるロシア最初の叙事詩となった（後述）。
また、1785年頃に著された『ロシアーダ』と共に評されるヘラースコフの叙事詩に『復活せるヴラディーミル（Владимир возрожденный）』があり、この作品はルーシの洗礼を謳った作品として名高い。
なお、ヘラースコフは熱心なフリーメイソンリー（フリーメイソンの会員）としても活躍し、モスクワ大学の学長を務めた。
日本での評価に、ロシア文学者の木村浩はヘラースコフの『ロシアーダ』をロシア古典主義の最後を飾るものとしている。

## 生涯
1733年11月5日（旧暦では10月25日）のロシア帝国（現:ウクライナキエフ州ペレヤスラウ＝フメリニツキー）に、父マトヴェイ・アンドレーエヴィッチ・ヘラースコフ（Матвей Андреевич Херасков）と母アンナ（Анна Даниловна Хераскова）の元に生まれるが、父のマトヴェイはミハイルの誕生後に亡くなった。また、ミハイルの祖父はワラキアから移住してきた貴族で、ミハイルは貴族出身だった。
1740年にサンクトペテルブルクに移る。1743年から同地のПервый кадетский корпусで教育を受け、1751年に卒業した。
1754年から1755年にかけて商業大学（Коммерц-коллегия）に務めたが、1年で辞職し、1755年から1802年にかけてモスクワ大学に務め、評議員や学長を歴任した。
1807年10月9日（旧暦では9月27日）にモスクワで亡くなる。遺体はドンスコイ修道院に埋葬された。

## ロシアの叙事詩
ロシアの叙事詩は『イーゴリ遠征物語』や『ブィリーナ』などが『ロシアーダ』以前に存在していたが、特に後者は「民衆叙事詩」と呼ばれ、全体を俯瞰する叙事詩は無かった。
18世紀に入り、同国出身の詩人であるヴァシリー・トレディアコフスキー、ミハイル・ロモノーソフ、アレクサンドル・スマローコフなどが叙事詩の作成を試みたが、いずれも失敗に終わっていた。
そのような中、1779年とフランスなど他の国に比べてやや遅い完成となったロシア最初の叙事詩がヘラースコフの『ロシアーダ』であった。余談だが『ロシアーダ』とは「ロシアの歌」と言う意味である。